# Pengar eller livet
Pengar eller livet (originaltitel: Fool's Parade) är en amerikansk drama-film från 1971 med James Stewart, George Kennedy och Anne Baxter i huvudrollerna. Filmen regisserades av Andrew V. McLaglen.

## Handling
Tre brottslingar släpps till slut fria från fängelset och tänker nu ta den ärliga vägen genom att öppna en liten affär. Pengarna för detta kommer ifrån vad Mattie Appleyard (James Stewart) sparat ihop under sina 40 år i fängelset. Men de möter motstånd, bland annat av en bankchef och fängelsets chef.

## Rollista (i urval)
- James Stewart – Mattie Appleyard
- George Kennedy – Dallas "Doc" Council
- Anne Baxter – Cleo
- Strother Martin – Lee Cottrill
- Kurt Russell – Johnny Jesus
- William Windom – Roy K. Sizemore